# Paolo Alatri
Paolo Alatri (Roma, 27 de fevereiro de 1918 — Roma, 30 de outubro de 1995) foi um político e historiador italiano.

## Biografia
Nascido no seio de uma família burguesa de religião hebraica, Paolo Alatri completou seus estudos no liceuTorquato Tasso em Roma, onde foi companheiro de classe de Bruno Zevi e Mario Alicata. Graduou-se em 1940 em letra e filosofia na università na própria cidade natal, se filiou ao Partito d'Azione atuando ativamente na defesa de Roma (setembro de 1943) e, sucessivamente, na Resistenza.
No pós-guerra aderiu ao comunismo (1948), sendo eleito deputado na lista do PCI em 1963 e alternando a atividade politica ao ensino de disciplinas histórias, primeiramente na Università di Palermo, depois na Messina e enfim na de Perugia, onde, nos anos oitenta foi também, por um período, o responsável máximo do Departamento Histórico na Ateneo perugino.
Homem inteligente e de profunda convicção democrática, educou gerações inteiras ao culto de valores propostos nos anos quarenta da Resistenza: o amor pela liberdade, o respeito pela dignidade humana, a solidariedade nos confrontos dos humildes e dos oprimidos. Profundo conhecedor da União Soviética foi também Presidente da Associazione Italia-Urss (1961-1970), e sucessivamente membro d o seu comitê diretivo do qual de desligou em 1980 por um humilhante tratamento reservado da autoridade moscovita ao cientista Andrei Sacharov («Não posso ser amigo de quem se comporta como no tempo dos Czares» declarou em tal ocasião). Ficou em Roma em 1995 e teve um mal-estar incurável.

## O historiador e o jornalista
Os interesses de Paolo Alatri eram sobretudo pela história europeia moderna e contemporânea, com particular interesse no século XVII reformador, no Ressurgimento (matéria que ensinou na Università di Palermo) e a ascensão e desenvolvimento do fascismo. De fundamental importância estão também os seus estudos literários e históricos sobre a vida e a obra de Gabriele D'Annunzio (Gabriele D'Annunzio e Nitti, D'Annunzio e la Questione adriatica: 1919-1920, D'Annunzio negli anni del tramonto, 1930-1938, ecc.) a sua pesquisa filosófica sobre o protagonismo do iluminismo (Voltaire, Diderot e il Partito filosofico, Introduzione a Voltaire, Parlamenti e lotta politica nella Francia del Settecento, ecc.) e sobre alguns grandes pensadores italianos contemporaneos. Entre este último volume há uma biografia de Bertrando Spaventa, publicada em Roma em 1941 (foi sua obra-prima) e particularmente apreciada por Benedetto Croce, que o convidou a Nápoles, que na época tinha somente vinte e três anos, para poder conhecê-lo.
Paolo Alatri se dedicou intensamente a atividade jornalistica. Escreveu no jornal L'Unità, Il Corriere della Sera e outros importantes periódicos. Foi redator-chefe da revista Ulisse e colaborador de Rinascita e Studi Storici.

## Obras publicadas
- Lotte politiche in Sicilia sotto il governo della Destra, 1866-74, Torino, Einaudi, 1954
- Nitti, D'Annunzio e la Questione adriatica: 1919-1920, Milano, Feltrinelli, 1959
- Storia dell'antifascismo italiano, Roma, Editori Riuniti, 1964
- Voltaire, Diderot e il Partito filosofico, Firenze, Casa Ed. G. D'Anna, 1965
- Le origini del fascismo (V edizione), Roma, Editori Riuniti, 1971
- L'antifascismo italiano, Roma, Editori Riuniti, 1973
- Parlamenti e lotta politica nella Francia del Settecento, Roma-Bari, Editori Laterza, 1977
- Gabriele D'Annunzio, Torino, UTET, 1983
- L'Italia nel Settecento, Perugia, Galeno Editore, 1983
- D'Annunzio negli anni del tramonto, 1930-1938, Padova, Marsilio Editore, 1984
- L'Europa dopo Luigi XIV, 1715-1731, Palermo, Sellerio Editore, 1986
- L'Europa delle successioni, 1731-1748 - Palermo, Sellerio Editore, 1989
- Introduzione a Voltaire, Roma-Bari, Editori Laterza, 1989
- Lineamenti di storia del pensiero politico moderno (II edizione), Soveria Mannelli, Rubbettino Editore, 1992
- D'Annunzio: mito e realtà (II edizione), Torino, Istituto Suor Orsola Benincasa, 1993
- Ricordi e riflessioni sulla mia vita e la mia attività (postumo), Roma, Bulzoni Editore, 1996

## Atividade de deputado
- Proposta de Lei apresentada
- Interrogação com resposta escrita
- Atividade legislativa na Assembléia
- Atividade legislativa na Comissão
- Atividade não legislativa na Assembléia